# Tioga (Pennsilvània)
Tioga és una població dels Estats Units a l'estat de Pennsilvània. Segons el cens del 2000 tenia 662 habitants.

## Demografia
Segons el cens del 2000, Tioga tenia 622 habitants, 239 habitatges, i 148 famílies. La densitat de població era de 558,5 habitants/km².
Dels 239 habitatges en un 37,2% hi vivien nens de menys de 18 anys, en un 48,5% hi vivien parelles casades, en un 10,5% dones solteres, i en un 37,7% no eren unitats familiars. En el 28% dels habitatges hi vivien persones soles el 10% de les quals corresponia a persones de 65 anys o més que vivien soles. El nombre mitjà de persones vivint en cada habitatge era de 2,57 i el nombre mitjà de persones que vivien en cada família era de 3,23.
Per edats la població es repartia de la següent manera: un 31% tenia menys de 18 anys, un 9,5% entre 18 i 24, un 29,6% entre 25 i 44, un 16,7% de 45 a 60 i un 13,2% 65 anys o més.
L'edat mediana era de 32 anys. Per cada 100 dones de 18 o més anys hi havia 92,4 homes.
La renda mediana per habitatge era de 27.404$ i la renda mediana per família de 34.500$. Els homes tenien una renda mediana de 29.519$ mentre que les dones 19.479$. La renda per capita de la població era de 16.905$. Entorn del 8,8% de les famílies i el 13,2% de la població estaven per davall del llindar de pobresa.

## Poblacions més properes
El següent diagrama mostra les poblacions més properes.